# Psychokampfstoff
Psychokampfstoffe sind chemische Kampfstoffe, die das Bewusstsein der Opfer trüben und sind alle starke Rauschmittel. Ihr Ziel ist die Kampfunfähigkeit des Gegners, ohne ihn zu töten. Wie bei allen nicht-tödlichen Waffen ist aber eine dauerhafte Gesundheitsschädigung oder sogar Tod nicht ausgeschlossen, da die Dosis so wie die Einwirkdauer nicht genau kontrolliert werden können. Zudem stellen Berauschte, besonders wenn sie bewaffnet sind, für sich selbst und für andere eine unberechenbare Gefahr dar.
Hauptvertreter dieser Kampfstoffklasse sind 3-Chinuclidinylbenzilat (BZ) und Lysergsäurediethylamid (LSD).

## Geschichte
Forciert wurde die Entwicklung der Psychokampfstoffe in den 1960ern. Das amerikanische Militär führte im Zeitraum 1959 bis 1975 klinische Studien durch, bei denen etwa 2800 Soldaten mit BZ kontaminiert worden sein sollen. In dieser Zeit wurden auch vergleichende Tests mit LSD durchgeführt. Es stellte sich heraus, dass BZ im Gegensatz zu LSD sehr viel besser als Kampfstoff einsetzbar ist. BZ ist der einzige Psychokampfstoff, der es zur militärischen Einsatzreife geschafft hatte. Ein mutmaßlicher Einsatz durch die Vereinigten Staaten von Amerika im Vietnamkrieg, durch die Jugoslawische Volksarmee im Bosnienkrieg oder Regierungstruppen im Syrischen Bürgerkrieg ist allerdings nicht belegt.
Die Chemiewaffenkonvention, die fast alle Staaten ratifiziert haben, verbietet seit 1997 Entwicklung, Herstellung, Lagerung und Einsatz.